# Clyde River, Ontario
Clyde River är ett vattendrag i Kanada.   Det ligger i provinsen Ontario, i den sydöstra delen av landet, 70 km sydväst om huvudstaden Ottawa.
I omgivningarna runt Clyde River växer i huvudsak blandskog. Runt Clyde River är det glesbefolkat, med 13 invånare per kvadratkilometer.